# Colom verdós petit
El colom verdós petit (Treron olax) és una espècie d'ocell de la família dels colúmbids (Columbidae) que habita els boscos del Sud-est asiàtic, a la Península Malaia, Sumatra, Borneo i Java, incloent petites illes de l'àrea.